# Franco Colomba
Franco Colomba  (Grosseto, 26 de febrero de 1955) es un exfutbolista y exentrenador italiano.

## Clubes

### Como jugador
| Club                    | País   | Año       |
| ----------------------- | ------ | --------- |
| Bologna                 | Italia | 1973-1975 |
| Modena (cedido)         | Italia | 1975-1976 |
| Sambenedettese (cedido) | Italia | 1976-1977 |
| Bologna                 | Italia | 1977-1983 |
| Avellino                | Italia | 1983-1988 |
| Modena                  | Italia | 1988-1990 |

### Como entrenador
| Club          | País   | Año       |
| ------------- | ------ | --------- |
| Olbia         | Italia | 1993-1994 |
| Novara        | Italia | 1994-1995 |
| Salernitana   | Italia | 1995-1997 |
| Reggina       | Italia | 1997-1998 |
| Vicenza       | Italia | 1998-1999 |
| Reggina       | Italia | 1999-2002 |
| Napoli        | Italia | 2002-2003 |
| Reggina       | Italia | 2003      |
| Livorno       | Italia | 2004-2005 |
| Avellino      | Italia | 2005-2006 |
| Cagliari      | Italia | 2006-2007 |
| Hellas Verona | Italia | 2007      |
| Ascoli        | Italia | 2008-2009 |
| Bologna       | Italia | 2009-2010 |
| Parma         | Italia | 2011-2012 |
| Padova        | Italia | 2012-2013 |
| Pune City     | India  | 2014-2015 |
| Livorno       | Italia | 2016      |

## Palmarés

### Como jugador

#### Títulos nacionales
| Título        | Club     | País   | Año     |
| ------------- | -------- | ------ | ------- |
| Copa Italia   | Bologna  | Italia | 1973-74 |
| Torneo Estivo | Avellino | Italia | 1986    |
| Serie C1      | Modena   | Italia | 1989-90 |